# 大学の侍たち
『大学の侍たち』（だいがくのさむらいたち）は、1957年9月22日に公開された日本映画。製作、配給は東宝。カラー、東宝スコープ。

## スタッフ
- 製作：小林富佐雄[要出典]
- 脚本：笠原良三
- 音楽：古関裕而
- 撮影：遠藤精一
- 美術監督：北猛夫
- 美術：阿久根巌
- 録音：宮崎正信
- 照明：西川鶴三
- 編集：岩下広一
- チーフ助監督：岩城英二
- プロデューサー：藤本真澄、三輪礼二[要出典]
- エグゼクティブプロデューサー：森岩雄[要出典]
- 監督：青柳信雄

## キャスト
- 大久保明：久保明
- 高田信一：宝田明
- 前原達夫：江原達怡
- 大久保礼助：藤原釜足
- 大久保常子：清川虹子
- 大久保信子：谷節子
- 水野順子：司葉子
- 水野幸一郎：大沢幸浩
- 中島美智子：団令子
- 中島夫人：一の宮あつ子
- 中島正子：松島トモ子
- 戸上敬子：環三千世
- 横山：加藤春哉
- 小柴晴美：草笛光子
- 山岡：小林桂樹
- 松本：太刀川洋一
- 岡部：藤木悠
- 丸山：レオポルド・マレスコ
- 北川：清水一郎
- 山田：佐原健二
- アナウンサー：近江正俊
- デパートの客：森川信
- クリーニングの親父：三木のり平

| スタブアイコン | サブスタブ | この項目は、まだ閲覧者の調べものの参照としては役立たない、映画に関連した書きかけの項目です。この項目を加筆・訂正などしてくださる協力者を求めています（P:映画/PJ:映画）。 |